# Варносов, Александр Николаевич
Александр Николаевич Варносов (род. 8 января 1963, Шумерля, Чувашия) — советский и российский футболист.

## Карьера
Воспитанник спортивного клуба «Звезда» (Шумерля). С 1980 по 1983, а также с 1986 по 1993 выступал за чебоксарскую «Сталь». Позднее этот коллектив был переименован в «Азамат». Всего за этот клуб в первенствах СССР и России провёл 353 матча и забил 97 голов.
Играл за самарский СКД, сергачский «Кристалл» и «Энергетик» Урень. Завершал карьеру в любительских коллективах из Чувашии.